# Kandidatuppsats
En kandidatuppsats, examensarbete på grundnivå, i Sverige vanligen även kallad C-uppsats (eller, som en kvarleva av det betygssystem som gällde till 1969, trebetygsuppsats), är ett självständigt, utredande forskningsarbete på högskolenivå som är en av förutsättningarna för att erhålla en kandidatexamen. Vanligen består en kandidatuppsats av 10 veckors heltidsstudier; det vill säga 15 högskolepoäng.